# Gerd Kohl
Gerd Kohl (* 19. Dezember 1943) ist ein ehemaliger deutscher Fußballspieler.

## Werdegang
Kohl stammte aus der Jugend von Schwarz-Weiß Essen und gehörte danach dem Amateurteam der Mannschaft aus dem Uhlenkrugstadion an. Nach dem Ende der Oberligaära 1962/63 wurde er zur Saison 1963/64 in den Kader der damals zweitklassigen Regionalliga West übernommen. Unter Trainer Willibald Hahn kam er in seiner ersten Regionalligarunde auf fünf Einsätze. Nach Hahn kehrte Trainer Hans Wendtland zu den Schwarz-Weißen vom ETB zurück. Ab der Saison 1965/66 – SWE belegte den siebten Rang – war der zumeist auf Linksaußen stürmende Flügelspieler Kohl Stammspieler und absolvierte 22 Ligaspiele, in denen er acht Tore erzielte. Zur Saison 1966/67 übernahm der junge Horst Witzler das Traineramt. Er erreichte mit den Schwarz-Weißen die Vizemeisterschaft und zog in die Aufstiegsrunde 1967 ein. Mit einem Punkt Rückstand zu Borussia Neunkirchen verfehlte Kohl mit seinen Mannschaftskameraden Ulrich Braun, Theo Klöckner und Hans Walitza den Bundesligaaufstieg. Kohl hatte alle acht Spiele in der Aufstiegsrunde absolviert und dabei drei Tore erzielt. Nach fünf Spielzeiten in Essen mit insgesamt 79 Regionalligaeinsätzen und 21 Toren schloss sich Kohl zur Saison 1968/69 dem Ligarivalen Arminia Bielefeld an.
Die zweite Saison, 1969/70 schloss Kohl mit seinen Mitspielern als Vizemeister ab, mit zwei Punkten Rückstand auf den Meister VfL Bochum. Nach dem Trainerwechsel im November 1969 von Hans Wendtland hin zu Egon Piechaczek gelang der Einzug in die Aufstiegsrunde. Kohl hatte in 21 Ligaeinsätzen drei Tore erzielt. In der folgenden Aufstiegsrunde steuerte Kohl in zwei Spielen zwei Tore bei – beim 3:0-Heimerfolg gegen Osnabrück wurde er in der 71. Minute eingewechselt und erzielte noch zwei Tore –, am Ende setzte sich die Arminia gegen die Konkurrenten Karlsruher SC, SV Alsenborn, Tennis Borussia Berlin und den VfL Osnabrück durch und stieg in die Bundesliga auf. Insgesamt kam Kohl zu 39 Regionalligaspielen für den DSC, in denen er sechs Tore erzielte. Insgesamt wird er in der Regionalliga West von 1963 bis 1970 mit 126 Spielen und 27 Toren geführt; dazu kommen zehn Aufstiegsrundeneinsätze mit fünf Toren.
In der Fußball-Bundesliga debütierte er im ersten Heimspiel am 22. August 1970 beim 0:0-Remis gegen Rot-Weiss Essen, wie gewohnt auf Linksaußen. Sein 21. und letzter Einsatz datiert vom 15. Mai 1971, als gegen Eintracht Braunschweig das Heimspiel mit 0:1 Toren verloren wurde. Der DSC beendete die Saison 1970/71 auf dem 14. Rang. Am 6. Juni 1971 spielte der Präsident von Kickers Offenbach, Horst-Gregorio Canellas, auf seiner Geburtstagsfeier Tonbandmitschnitte vor, wodurch der Bundesliga-Skandal ins Licht der Öffentlichkeit rückte. Am 19. Februar 1972 wurde Bielefeld durch das DFB-Sportgericht verurteilt.
Kohl wechselte zur Saison 1972/73 zum TSG Harsewinkel. Mit der orange-schwarzen Elf aus dem Münsterland – gesponsert durch einen Mähdrescherfabrikanten – stieg er aber aus der Verbandsliga Westfalen ab.